# Wijken en buurten in Kerkrade
De Nederlandse gemeente Kerkrade is voor statistische doeleinden onderverdeeld in wijken en buurten. De gemeente is verdeeld in de volgende statistische wijken:
- Wijk 00 Kerkrade-West (CBS-wijkcode:092800)
- Wijk 01 Kerkrade-Oost (CBS-wijkcode:092801)
- Wijk 02 Kerkrade-Noord (CBS-wijkcode:092802)

Een statistische wijk kan bestaan uit meerdere buurten. Onderstaande tabel geeft de buurtindeling met kentallen volgens het Centraal Bureau voor de Statistiek (2008):
| CBS-buurtcode | Buurtnaam                     | Inwonertal | Opp. totaal (ha) | Opp. land (ha) | Ligging                |
| ------------- | ----------------------------- | ---------- | ---------------- | -------------- | ---------------------- |
| BU09280000    | Spekholzerheide               | 3080       | 196              | 196            | Locatie in de gemeente |
| BU09280001    | Heilust                       | 3380       | 68               | 68             | Locatie in de gemeente |
| BU09280002    | Terwinselen                   | 3840       | 108              | 108            | Locatie in de gemeente |
| BU09280003    | Kaalheide                     | 2890       | 90               | 90             | Locatie in de gemeente |
| BU09280004    | Gracht                        | 2290       | 174              | 174            | Locatie in de gemeente |
| BU09280009    | Verspreide huizen Dentgenbach | 40         | 364              | 344            | Locatie in de gemeente |
| BU09280100    | Kerkrade-Centrum              | 4460       | 190              | 190            | Locatie in de gemeente |
| BU09280101    | Erenstein                     | 1860       | 37               | 37             | Locatie in de gemeente |
| BU09280102    | Rolduckerveld                 | 2630       | 123              | 123            | Locatie in de gemeente |
| BU09280103    | Holz                          | 2240       | 55               | 55             | Locatie in de gemeente |
| BU09280104    | Nulland                       | 3030       | 70               | 70             | Locatie in de gemeente |
| BU09280105    | Bleijerheide                  | 5000       | 84               | 84             | Locatie in de gemeente |
| BU09280200    | Eygelshoven-Kom               | 2090       | 124              | 123            | Locatie in de gemeente |
| BU09280201    | Hopel                         | 2340       | 73               | 73             | Locatie in de gemeente |
| BU09280202    | Waubacherveld                 | 1110       | 145              | 144            | Locatie in de gemeente |
| BU09280203    | Vink                          | 2620       | 118              | 118            | Locatie in de gemeente |
| BU09280204    | Chevremont                    | 3390       | 56               | 56             | Locatie in de gemeente |
| BU09280205    | Haanrade                      | 2040       | 143              | 140            | Locatie in de gemeente |